# Synagoga w Łodzi (ul. Żurawia 4)
Synagoga w Łodzi – dom modlitwy znajdujący się w Łodzi przy ulicy Żurawiej 4.
Synagoga została zbudowana w 1933 roku z inicjatywy Gminy Wyznaniowej Żydowskiej w Łodzi. Podczas II wojny światowej hitlerowcy zdewastowali synagogę.